# Céraiste
Cerastium
Genre
Classification phylogénétique
Les céraistes  sont des plantes herbacées de la famille des Caryophyllacées appartenant au genre Cerastium.

## Étymologie
Le nom latin du genre Cerastium vient du grec keros, « corne », en référence à la consistance de son fruit, une capsule.

## Description
Les fleurs blanches du céraiste comptent cinq pétales à deux lobes, en forme de cœur allongé.

## Espèces de la flore de France
- Cerastium alpinum L. - Céraiste des Alpes
- Cerastium arvense L. - Céraiste des champs
- Cerastium balearicum F.Herm. - Céraiste des Baléares
- Cerastium biebersteinii DC. - Céraiste de Bieberstein ou Corbeille-d'argent de Crimée
- Cerastium brachypetalum Desp. ex Pers. - Céraiste à pétales courts
- Cerastium cerastoides (L.) Britton - Céraiste à trois styles
- Cerastium comatum Desv. - Céraiste chevelu
- Cerastium dichotomum L. - Céraiste dichotome
- Cerastium diffusum Pers. - Céraiste à quatre étamines ou Céraiste diffus
- Cerastium dubium (Bastard) Guépin - Céraiste aberrant ou Céraiste douteux
- Cerastium fontanum Baumg. - Céraiste commun ou Céraiste vulgaire
- Cerastium glomeratum Thuill. - Céraiste aggloméré
- Cerastium glutinosum Fr. - Céraiste pâle ou Céraiste poisseux
- Cerastium latifolium L. - Céraiste à larges feuilles
- Cerastium ligusticum Viv. - Céraiste de Ligurie
- Cerastium lineare All. - Céraiste à feuilles linéaires ou Céraiste du Piémont
- Cerastium pedunculatum Gaudin - Céraiste à longs pédoncules ou Céraiste à pédoncules longs ou Céraiste pédonculé
- Cerastium pentandrum L. - Céraiste à cinq étamines
- Cerastium pumilum Curtis - Céraiste nain
- Cerastium pyrenaicum J.Gay - Céraiste des Pyrénées

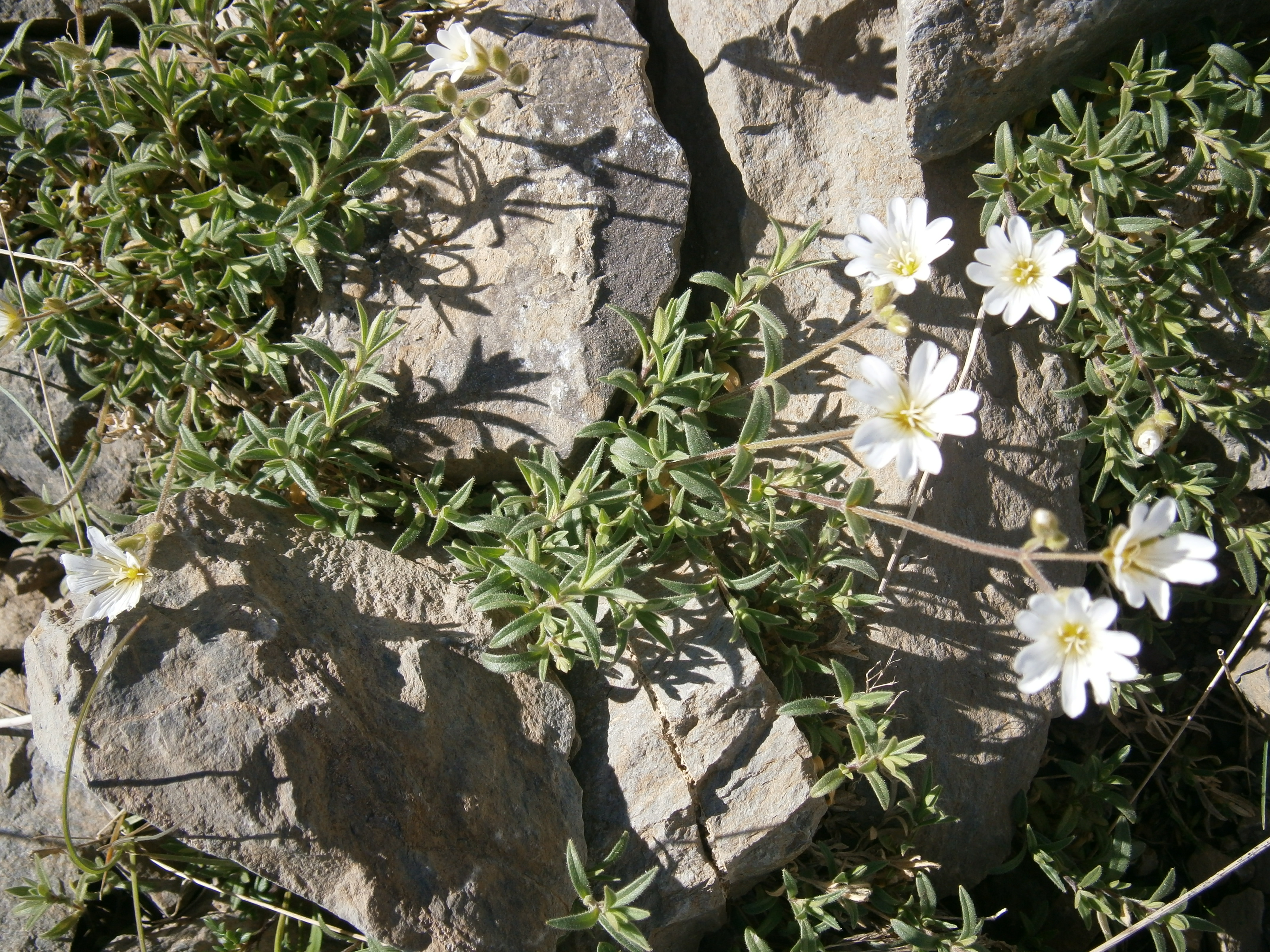
Cerastium lineare en Oisans

- Cerastium ramosissimum Boiss. - Céraiste très ramifié
- Cerastium semidecandrum L. - Céraiste à cinq étamines ou Céraiste des sables
- Cerastium siculum Guss. - Céraiste de Sicile
- Cerastium soleirolii Ser. ex Duby - Céraiste de Soleirol
- Cerastium tomentosum L. - Céraiste argenté ou Céraiste corbeille d'argent ou Céraiste cotonneux ou Céraiste tomenteux ou Oreille de souris
- Cerastium uniflorum Clairv. - Céraiste à fleurs solitaires ou Céraiste à une fleur ou Céraiste des glaciers
- Cerastium × maueri M.Schulze - Céraiste de Mauer